# Erdmann (Wilhelm II.)

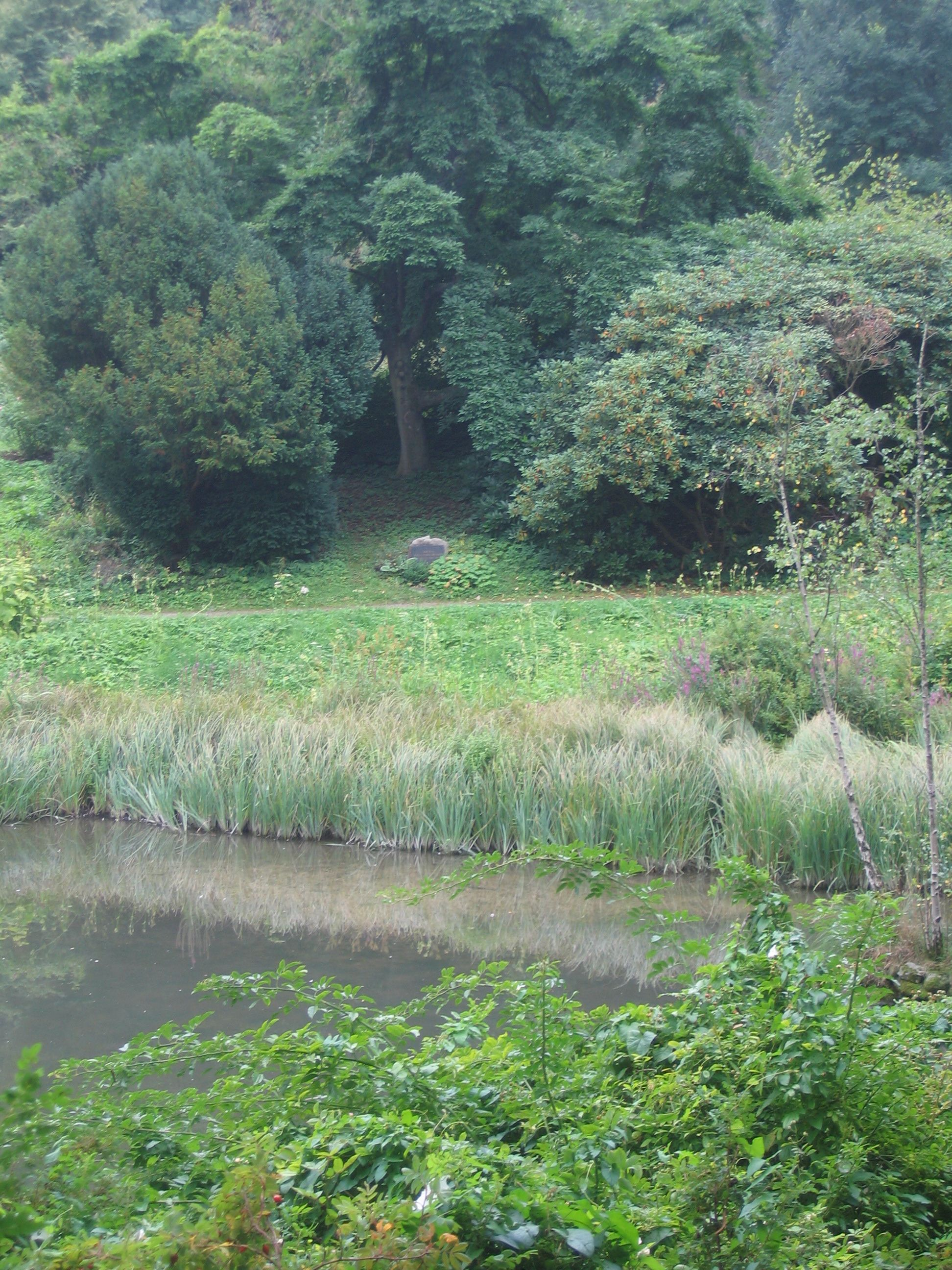
Grab des Kaiserdackels Erdmann auf der Roseninsel

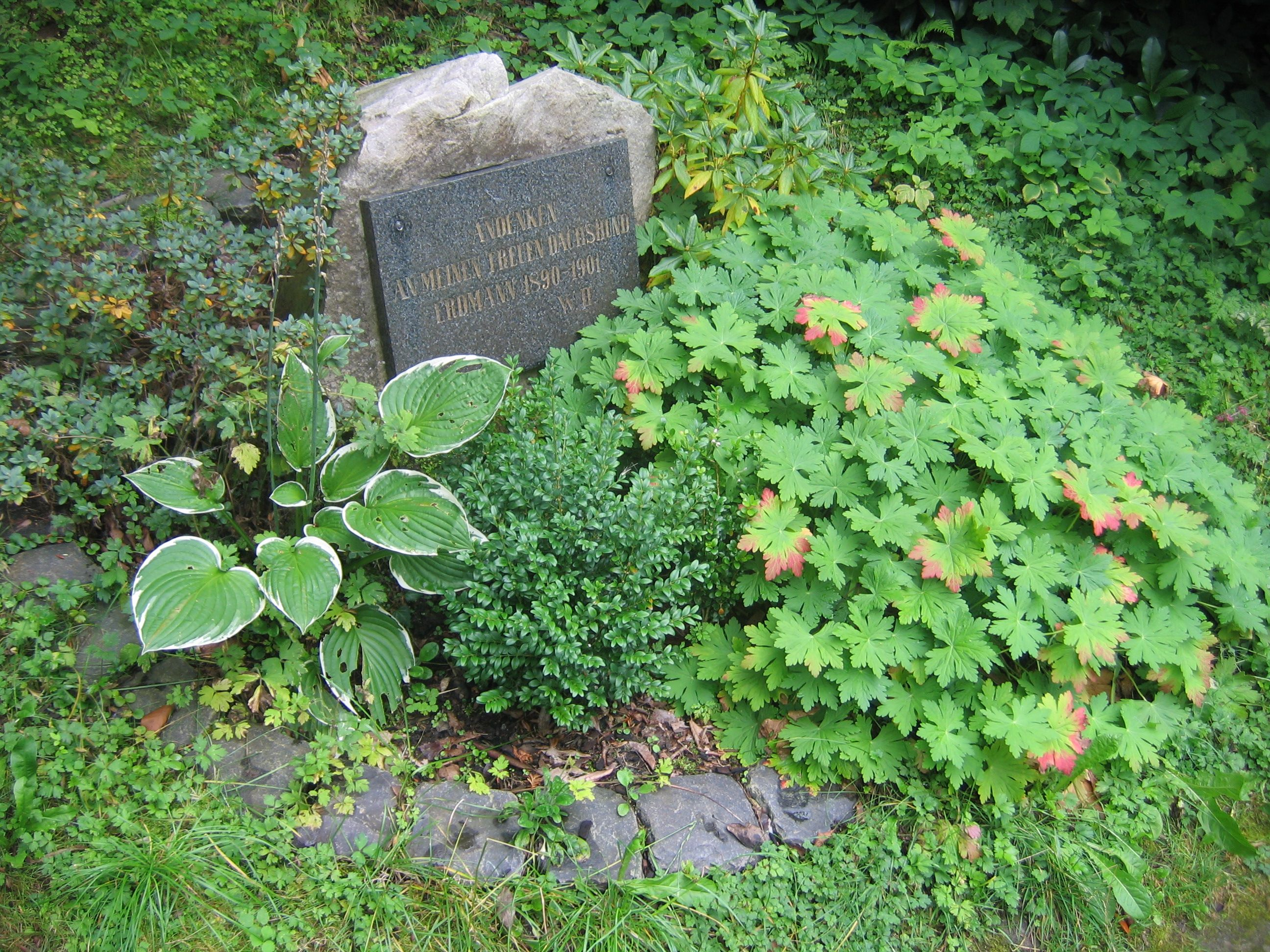
Grab des Kaiserdackels Erdmann

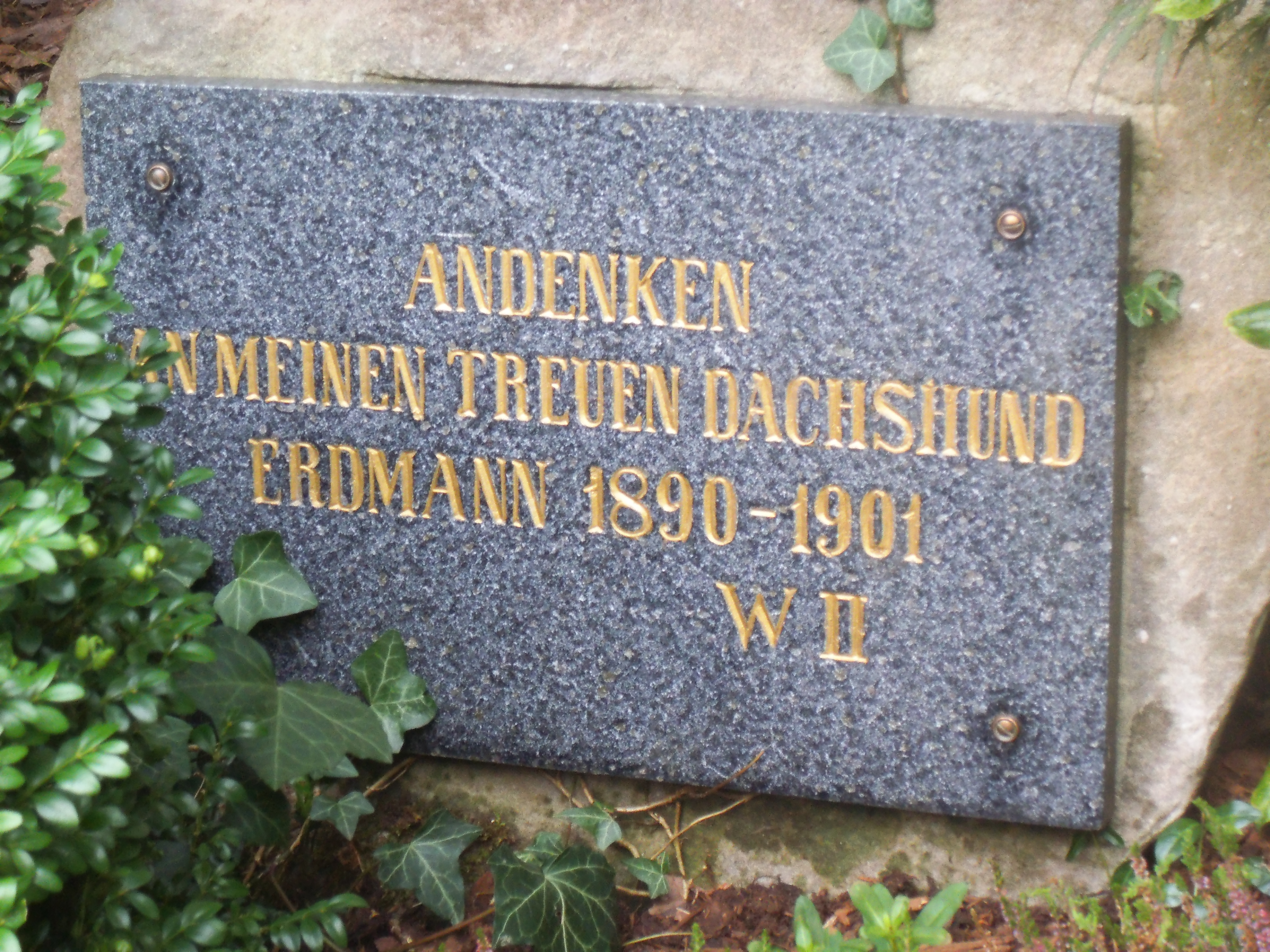
Inschrift für den Kaiserdackel Erdmann

Erdmann (* 1890; † August 1901 in Kassel-Wilhelmshöhe) war ein Kurzhaardackel und der Lieblingsdackel Kaiser Wilhelms II. Dackel waren zur Zeit der Wende vom 19. auf das 20. Jahrhundert vor allem als Jagdhunde des Adels sehr beliebt. Die Jagd war eine ständisch angemessene Freizeitbeschäftigung für den Kaiser. Erdmann war seinerzeit ein bei Jägern für Dackel üblicher Name.

## Tod
Der Kaiser bewohnte im August 1901 – wie auch in den vorangegangenen zehn Jahren – im Sommer einige Tage Schloss Wilhelmshöhe. Erdmann, ständiger Begleiter des Kaisers, verstarb während dieses Sommeraufenthalts des Monarchen – der genaue Tag ist nicht bekannt, ebenso wenig wie weitere Hintergründe des Ereignisses. Es muss jedoch nach dem 15. August, dem Anreisetag des Kaisers, und vor dem 27. August 1901 geschehen sein, dem Tag, an dem der Kaiser Kassel wieder verließ. Der Dackel wurde wohl im Bergpark Wilhelmshöhe beigesetzt. Auf der Roseninsel wurde ein Grabdenkmal errichtet; nicht gesichert ist, ob es sich hierbei tatsächlich um das Grab oder nur um eine Gedenkstätte handelt, die der Kaiser für den geliebten Dackel errichten ließ. Da erstmals im September 1903 von dem Denkmal als Neuheit berichtet wurde, ist es wahrscheinlich, dass der Kaiser die Gedenkplatte erst im Sommer dieses Jahres setzen ließ. Allerdings war die Roseninsel gewöhnlich für das Publikum gesperrt.

## Gedenken
Der Kaiser ließ eine schwarze Steintafel setzen; sie trägt die vergoldete Inschrift „Andenken an meinen treuen Dachshund / Erdmann 1890–1901 / W. II.“ Gefertigt wurde die Tafel von dem Kasseler Steinmetzmeister Cristian Brützel. Das Grabmal ist als Bestandteil des Bergparks Kulturdenkmal nach dem hessischen Denkmalschutzgesetz und, nachdem der Bergpark inzwischen von der UNESCO als Welterbe anerkannt wurde, Bestandteil dieser Welterbestätte.
Die Ortsgruppe Kassel des Deutschen Teckelklubs 1888 übernahm im Jahr seines 50-jährigen Bestehens die Patenschaft für das Denkmal und pflegt es seitdem.

## Dackelmantel
Zu einem Dackelmantel, der 2020 von Hessen Kassel Heritage (HKH) auf einer Auktion des Auktionshauses Hermann Historica als originaler Mantel des Dackels Erdmann angekauft worden war, wurde in einem Artikel der HNA vom 26. November 2024 durch verschiedene Personen kritisiert, es handele sich hierbei um eine Fälschung, deren Echtheit vor Ankauf seitens HKH nicht überprüft worden war. So soll der Mantel nach Angabe des Auktionshauses Hermann Historica aus der „Sammlung der Markgrafen und Großherzöge von Baden“ stammen, die 1995 beim Auktionshaus Sotheby’s in Baden-Baden versteigert wurde. Im Katalog der Baden-Badener Auktion, der alle angebotenen Objekte aufführte, sei der Dackelmantel nicht genannt. Weitere Informationen habe das Auktionshaus Hermann Historica nicht geliefert. Eine Sprecherin der HKH nannte "Restzweifel" an der Echtheit des Dackelmantels vor dem Ankauf, verteidigte aber den Ankauf, der kurzfristig und ohne "umfassende Archivrecherche " geschehen war.

## Weitere Dackel Wilhelms II.
Als weitere Dackel des Kaisers sind bekannt Hexe, Dachs, Bella und Liesel, die ihm um 1903 gehörten und von „tadelloser Rasse“ waren. Hexe und Dachs waren ein Elternpaar, von dem neben Bella weitere Geschwister abstammten, die als Geschenke an verschiedene Adelige gingen. Dachs und Bella befanden sich normalerweise in Potsdam in der Nähe des Kaisers. Für Liesel und Hexe existierte auf Schloss Monbijou in der äußersten südwestlichen Ecke des Parks ein Hundezwinger, der als einstöckiges massiv gebautes Häuschen mit Küche, Keller, Zentralheizung sowie einem Wohnzimmer mit Badewanne „behaglich wie eine menschliche Wohnung“ ausgeführt war. Für die Hunde wurde in der Küche täglich warmes Essen zubereitet. Hexe wurde als zutraulich beschrieben, die dem Besucher entgegensprang und Liebkosungen akzeptierte und erwiderte, während Liesel reserviert war und „Lockungen keine Aufmerksamkeit“ schenkte.
In der Zeit von Wilhelms Exils in Haus Doorn hielt er einen Dackel namens Senta.
Wilhelm scheint seine Dackel teilweise sehr verwöhnt zu haben. In einer englischen Publikation, die allerdings als Schmähschrift angesehen werden muss, wird berichtet, dass „sie sich alle Freiheiten erlaubten, Möbel und Teppiche in den kaiserlichen Gemächern zerbissen und sie mit Vorliebe die Escarpins der Hofherren als Objekte für ihre Zähne aussuchten“.